# Color (мини-альбом)
«Color» — второй мини-альбом южнокорейской певицы Квон Ынби. Состоит из шести песен, включая заглавный сингл «Glitch». Выпущен в форматах цифровой дистрибуции, стриминга и компакт-дисков 4 апреля 2022 года лейблом Woollim Entertainment при поддержке Kakao Entertainment. Расположился на 18 месте в списке лучших кей-поп-альбомов журнала Billboard.

## История

### Подготовка к выпуску
21 марта 2022 года, вместе с серией тизеров было официально объявлено, что Квон Ынби вернется в апреле со своим вторым мини-альбомом «Color». Наряду с первым тизером были выпущены четыре изображения, названные «Color Mood» и видео «Palette Film #1». Два из которых показывают туманную атмосферу с лучами солнечного света, пробивающимися сквозь клубы дыма, а два других изображения имеют похожее содержание, но уже приобретают синий оттенок.
22 марта 2022 года был выпущен календарь релизов, а также ещё три фотографии. Вслед за этим, 23 марта, были выпущены две концептуальные фотографии, снятые под водой. 24 марта были выпущены очередные концептуальные фотографии и видео «Palette Film #2». 25 марта были выпущены концептуальное фото и «Palette Film #3», демонстрирующие «яркую и смелую красную палитру цветов», наряду с ранее выпущенными видео и фотографиями. «Sound Painting», он же — тизер альбома в целом, показывающий маленькие кусочки из всех треков альбома, который был выпущен 29 марта. Тизер к музыкальному клипу, и сам музыкальный клип были выпущены 31 марта и 4 апреля соответственно.

### Выпуск
4 апреля 2022 года, вместе с музыкальным клипом на заглавный сингл «Glitch», вышел мини-альбом «Color».

## Композиция
Мини-альбом состоит из шести треков. Песня «Glitch» показывает слушателю, что даже если вы «неидеальны», всё равно можно найти ту «завораживающую» сторону, которая будет придавать вам «уверенность в себе».

## Список композиций
| №                   | Название                      | Текст песни          | Музыка                                     | Аранжировка               | Длительность |
| ------------------- | ----------------------------- | -------------------- | ------------------------------------------ | ------------------------- | ------------ |
| 1.                  | «The Colors of Light»         |                      | TAK                                        | TAK                       | 1:22         |
| 2.                  | «Glitch»                      | TAK Corbin (NEWTYPE) | TAK Corbin (NEWTYPE)                       | TAK Corbin (NEWTYPE)      | 3:44         |
| 3.                  | «Magnetic»                    | 진리 (Full8loom)     | 영광의 얼굴들 (Full8loom) 진리 (Full8loom) | 영광의 얼굴들 (Full8loom) | 3:03         |
| 4.                  | «Colors»                      | 원택 (1Take)         | 원택 (1Take)                               | 원택 (1Take)              | 3:39         |
| 5.                  | «Speed of Love (우리의 속도)» | 이주형 (MonoTree)    | 이주형 (MonoTree) 김해론                   | 이주형 (MonoTree)         | 3:55         |
| 6.                  | «Off»                         | Kassy, Han-gil       | Kwon Eun-bi, Han-gil                       | Han-gil                   | 3:12         |
| Общая длительность: | Общая длительность:           | Общая длительность:  | Общая длительность:                        | Общая длительность:       | 18:57        |

## Чарты
| Чарт (2022)                | Высшая позиция |
| -------------------------- | -------------- |
| South Korean Albums (Gaon) | 4              |

## История релиза
| Регион           | Дата          | Формат                                     | Лейбл                         | Ист.  |
| ---------------- | ------------- | ------------------------------------------ | ----------------------------- | ----- |
| Мир              | 4 апреля 2022 | Цифровая дистрибуция Стриминг Компакт-диск | Woollim                       | [ 7 ] |
| Республика Корея | 4 апреля 2022 | Цифровая дистрибуция Стриминг Компакт-диск | Woollim [англ.] Kakao [англ.] | [ 7 ] |